# 8 tháng 3
Ngày 8 tháng 3 là ngày thứ 67 trong mỗi năm thường (ngày thứ 68 trong mỗi năm nhuận). Còn 298 ngày nữa trong năm.

## Sự kiện
- 40 – Hai Bà Trưng khởi nghĩa chống lại nhà Đông Hán. Ở Hà Nội có đền thờ Hai Bà (thuộc quận Hai Bà Trưng).
- 1010 – Thi nhân Ba Tư Ferdowsi hoàn thành sử thi Shahnameh sau 33 năm.
- 1618 – Nhà toán học và thiên văn học người Đức Johannes Kepler khám phá ra định luật thứ ba về chuyển động thiên thể.
- 1658 – Chiến tranh Thụy Điển - Đan Mạch: Hòa ước Roskilde được ký kết giữa Thụy Điển và Đan Mạch, theo đó Đan Mạch bị mất gần phân nửa lãnh thổ, tức 26 tháng 2 theo lịch Julius.
- 1702 – Anne Stuart, em của Mary II, trở thành nữ vương của Anh, Scotland, và Ireland.
- 1736 – Nader Shah tiến hành nghi lễ đăng quang ngôi Shah của Ba Tư, ngày này được các nhà chiêm tinh học cho là đặc biệt tốt lành.
- 1817 – Sở giao dịch chứng khoán New York thành lập. Đây là sàn giao dịch lớn nhất thế giới về giá trị vốn hóa thị trường bằng đô la Mỹ và lớn nhì thế giới về số lượng công ty niêm yết.
- 1910 – Hội nghị Quốc tế phụ nữ lần thứ II tại Copenhagen, Đan Mạch, đã quyết định hàng nǎm lấy ngày 8-3 là ngày Quốc tế Phụ nữ.
- 1917 – Hàng vạn phụ nữ biểu tình nhân ngày quốc tế phụ nữ tại thủ đô Sankt-Peterburg, đánh dấu khởi đầu Cách mạng Tháng Hai tại Nga, tức 23 tháng 2 theo lịch Julius.
- 1942 – Chiến tranh thế giới thứ hai: Hà Lan đầu hàng quân đội Nhật Bản tại Java.
- 1943 – Chiến tranh thế giới thứ hai: Trận Sokolovo bắt đầu giữa liên quân Liên Xô-Tiệp Khắc với quân Đức Quốc xã.
- 1946 – theo Hiệp định sơ bộ Pháp - Việt, quân Pháp đổ bộ lên cảng Hải Phòng.
- 1949 – Tổng thống Pháp Vincent Auriol và Cựu hoàng Bảo Đại ký Hiệp ước Elysée, thành lập một chính quyền Việt Nam trong khối Liên hiệp Pháp, gọi là Quốc gia Việt Nam, đứng đầu là Bảo Đại.
- 1954 – Kliment Yefremovich Voroshilov, Nguyên soái Liên Xô tuyên bố Liên Xô chế tạo thành công bom nguyên tử.
- 1957
  - Ai Cập mở cửa lại kênh đào Suez sau Khủng hoảng Kênh đào Suez.
  - Ghana gia nhập vào Liên Hợp Quốc.
- 1958 – Hợp chúng quốc Ả Rập được thành lập trên cơ sở liên minh giữa Ai Cập và Syria.
- 1965 – Chiến tranh Việt Nam 3.500 thủy quân Mỹ đổ bộ vào miền nam Việt Nam ( Đà Nẵng) và trở thành lực lượng quân sự đầu tiên của Mỹ tại Việt Nam.
- 1974 – Sân bay quốc tế Charles-de-Gaulle được mở cửa tại Paris, nay là một trong những trung tâm hàng không chính của thế giới.
- 2014 – Chuyến bay 370 của Malaysia Airlines đột ngột mất tích.

## Sinh
- 974 – Lý Công Uẩn, vua sáng lập triều Lý, Anh hùng dân tộc Việt Nam (m. 1028)
- 1495 – Gioan Thiên Chúa, thầy dòng người Bồ Đào Nha được phong thánh (m. 1550)
- 1702 – Anne Bonny, hải tặc người Anh Quốc-Mỹ (m. 1782)
- 1714 – Carl Philipp Emanuel Bach, nhà soạn nhạc người Đức (m. 1788)
- 1823 – Nguyễn Phúc Miên Tích, tước phong Trấn Man Quận công, hoàng tử con vua Minh Mạng (m. 1866).
- 1879 – Otto Hahn, nhà hóa học người Đức, đoạt giải Nobel (m. 1968)
- 1886 – Edward Calvin Kendall, nhà hóa học người Mỹ, đoạt giải Nobel (m. 1972)
- 1892 – Aliaksandr Ryhoravič Čarviakoŭ, chủ tịch Byelorussia Xô viết (m. 1937).[1]
- 1907 – Konstantinos Karamanlis, tổng thống Hy Lạp (m. 1998)
- 1908 – Hoàng Xuân Hãn, giáo sư người Việt (m. 1996)
- 1924 – Georges Charpak, nhà vật lý học người Ukraina-Pháp, đoạt giải Nobel (m. 2010)
- 1929 – Hebe Camargo, diễn viên và ca sĩ người Brasil (m. 2012)
- 1947 – Florentino Pérez, doanh nhân và kỹ sư người Tây Ban Nha
- 1949 – Teófilo Cubillas, cầu thủ bóng đá người Peru
- 1954 – Andrej Alehavich Sannikau, chính trị gia người Belarus
- 1962 – Kim Ung-yong, kỹ sư người Hàn Quốc
- 1977
  - Michael Tarver, đô vật người Mỹ
  - Thanh Thảo, ca sĩ người Việt
- 1979 – Mai Thu Huyền, diễn viên, doanh nhân người Việt
- 1981 – Timo Boll, vận động viên bóng bàn người Đức
- 1983 – André Santos, cầu thủ bóng đá người Brasil
- 1985 – Takeuchi Mio, diễn viên người Nhật Bản
- 1997 – Matsui Jurina, idol người Nhật Bản
- Không rõ năm – Fumizuki Kō, mangaka người Nhật
- 2004 – Kit Connor, diễn viên người Anh

## Mất
- 415 – Hypatia thành Alexandria, triết gia, thiên văn học gia Hy Lạp cổ đại
- 1144 – Giáo hoàng Cêlestinô II
- 1550 – Gioan Thiên Chúa, tu sĩ người Bồ Đào Nha được phong thánh (s. 1495)
- 1702 – William III, quốc vương của Anh (s. 1650)
- 1844 – Karl XIV Johan, quốc vương của Thụy Điển (s. 1763)
- 1854 – Nguyễn Phúc Miên Bảo, tước phong Tương An Quận vương, hoàng tử con vua Minh Mạng (s. 1820).
- 1869 – Hector Berlioz, nhà soạn nhạc người Pháp (s. 1803)
- 1874 – Millard Fillmore, Tổng thống Hoa Kỳ (s. 1800)
- 1923 – Johannes Diderik van der Waals, nhà vật lý học người Hà Lan, đoạt giải Nobel (s. 1837)
- 1930 – William Howard Taft, Tổng thống Hoa Kỳ (s. 1857)
- 1935
  - Nguyễn Linh Ngọc, diễn viên người Trung Quốc (s. 1910)
  - Hachiko, chú chó giống Akita nổi tiếng về lòng trung thành của Nhật Bản
- 1983 – William Walton, nhà soạn nhạc người Anh (s. 1902)
- 1986 – Luật sư Phạm Vǎn Bạch (s. 1910).
- 2005 – Aslan Aliyevich Maskhadov, thủ lĩnh người Chechen (s. 1951)
- 2011
  - Lê Ất Hợi, chính trị gia người Việt Nam (s. 1935)
  - Phạm Công Thiện, thi sĩ, nhà văn, triết gia, học giả và cư sĩ Phật giáo người Việt Nam (s. 1941)
- 2016 – George Martin, nhạc sĩ, nghệ sĩ thu âm, nhà sản xuất âm nhạc người Anh, "Beatle thứ năm" (s. 1926)
- 2022
  - Vũ Ngọc Phượng, đạo diễn người Việt Nam (s. 1985)
  - Văn Dung, nhạc sĩ, nhà báo người Việt Nam (s. 1936)

## Ngày lễ và ngày kỷ niệm
- Công giáo Rôma: Ngày lễ Thánh Gioan Thiên Chúa
- Ngày quốc tế phụ nữ
- Albania: Ngày bà mẹ